# Koncert na 50 serc
Koncert na 50 serc (oryg. Music of the Heart) – film z 1999 roku w reżyserii Wesa Cravena.

## Obsada
- Meryl Streep – Roberta
- Aidan Quinn – Brian Sinclair
- Angela Bassett – Janet Williams
- Cloris Leachman – Assunta Guaspari
- Gloria Estefan – Isabel Vasquez
- Josh Pais – Dennis
- Jay O. Sanders – Dan

## Nagrody i wyróżnienia
- Oscary 1999
  - Meryl Streep – najlepsza aktorka (nominacja)
  - Diane Warren – najlepsza piosenka (nominacja)